# Julianus Wagemans
Julianus Wagemans (1890. augusztus 4. – 1965. május 2.) olimpiai ezüstérmes belga tornász.
Ez első világháború után az 1920. évi nyári olimpiai játékokon indult, és mint tornász versenyzett. Csapat összetettben ezüstérmes lett, míg egyéni összetettben a 9. helyen végzett